# 定罪堂
定罪堂（Church of the Condemnation and Imposition of the Cross）是一座罗马天主教教堂，与荆冕堂均位于耶路撒冷旧城东部的方济各会修道院中。

## 传统
传统认为此处就是耶稣在走上前往各各他的苦路之前，受罗马总督彼拉多审判的“铺华石处”（希腊语：lithostratos），因为在其地下发现古罗马时期铺设的石板。但是现在的考古调查表明，这些石板是属于公元2世纪哈德良兴建的罗马广场，广场所在的地点原是一个大型露天池塘，毗邻第一世纪的堡垒，并且仍在哈德良石板的下面。罗马总督在耶路撒冷时，是住在希律王的宫殿，在外面的铺华石处进行审判和鞭笞。2001年，考古学家在城西的大卫塔下面发现希律王的宫殿。因此，罗马总督是在城市西部，而不是在城市东部现在的定罪堂审判耶稣。

## 历史
最初的教堂兴建于拜占庭时期，后来改为清真寺，1904年又改为天主教堂。

## 设计
这座教堂有5个白色圆顶，花窗玻璃表现的主题都是耶稣受难：彼拉多判处耶稣死刑、使徒约翰不让圣母看见耶稣背十字架走上苦路。墙壁上的画面描绘彼拉多洗手、罗马士兵让耶稣背十字架。四根粉红色大理石柱子支持着天花板。墙上有许多壁柱, 微型的科林斯柱式支持着祭台。